# Trimoto
Trimoto ist der Name eines motorisierten Dreirads, das 1900–1901 in den USA hergestellt wurde.

## Beschreibung
Das seriös konstruierte Fahrzeug war vom britischen Fahrradentwickler, Radrennfahrer und Unternehmer Henry John "Harry" Lawson (1852–1925) entworfen worden; dieser hatte sich als Pionier der britischen Motorrad- und Automobilindustrie zuvor einen eher zweifelhaften Ruf erworben und ist als Organisator des ersten London-Brighton-Autorennens von 1896 im Gedächtnis geblieben.
Hersteller des Trimoto waren die Western Wheel Works in Chicago (Illinois), das Marketing besorgte die Crescent Organization, weshalb das Fahrzeug gelegentlich auch als Crescent oder Crescent Trimoto bezeichnet wurde. Die beiden Unternehmen waren Tochtergesellschaften der American Bicycle Company (A.B.C.) des Coronel Albert Augustus Pope.
Das Trimoto war zweisitzig und ein Kleinstwagen. Es hatte einen luftgekühlten Einzylindermotor mit einem Hubraum von 611 cm³ (37.3 c.i.) und einer Leistung von (je nach Quelle) 2¼ oder 2½ PS nach unbekannter Berechnungsmethode.
Die Lenkung wurde mit einem langen Hebel, dem sog. „Kuhschwanz“, über das einzelne Vorderrad betätigt. An diesem Rad resp. seiner Aufhängung war die gesamte Antriebstechnik befestigt. So gesehen war das Fahrzeug ein Fronttriebler. Der Preis lag bei günstigen US$ 425, deutlich weniger als Oldsmobile für seinen 1901 eingeführten, sehr populären Curved Dash verlangte (US$ 650).
1901 endete die Produktion nach einer unbekannten Zahl hergestellter Trimotos. Damit entfiel das leichteste Fahrzeug im Pope-Konzern ersatzlos. Erst 1904 erschien mit dem Pope-Tribune ein anderes Auto im unteren Preissegment. Dieses war klar als Konkurrent des Curved Dash ausgelegt.
Ein Exemplar ist im Museum der Western Reserve Historical Society in Cleveland (Ohio) ausgestellt.